# Young MC
Marvin Young, bedre kendt under sit kunstnernavn Young MC født 10. maj 1967), er en britiskfødt amerikansk rapper. Hans gennembrud kom med nummeret "Bust A Move". Selvom efterfølgeren "Principal's Office", ikke blev er særlig stort hit, blen den stadig nomineret til Best Rap Video til MTV Video Music Awards i 1990.
I 2009 havde han en gæsteoptræden i komedie-dramafilmen Up in the Air.

## Diskografi
- Stone cold rhymin' (1989)
- Brainstorm (1991)
- What's the flavor (1993)

### Singler
- 1989 "Bust a Move" US #7
- 1989 "Principal's Office" US #33
- 1990 "I Come Off" US #75
- 1991 "That's the Way Love Goes" US #54
- 1997 "Madame Buttafly"
- 1997 "On & Poppin'"
- 2000 "Ain't Goin' Out Like That"
- 2002 "Heatseeker"